# Laja (Cile)
Laja è un comune del Cile della provincia di Biobío nella Regione del Bío Bío. Al censimento del 2002 possedeva una popolazione di 22.404 abitanti.

## Società

### Evoluzione demografica
| Censimento del 1992 | Censimento del 2002 |
| 24.350 ab.          | 22.404 ab.          |